# Параматма
Парама́тма (санскр. परमात्मा, IAST: paramātmā, «Высший Атман») в философии индуизма — высшая духовная сущность, верховный дух, высшая душа или сверхдуша. Параматма — это первооснова всех вещей и феноменов. Он всепроникающий и всеприсутствующий, все существующее есть его проявление.
Слово Параматма (санскр. परमात्मा [pərəmaːtmaː]) — это существительное мужского рода именительного падежа от санскритского термина параматман (санскр. परमात्मन् [pərəmaːtmən]), состоящего из двух слов, парам — «верховный» или «наивысший», и атман — «сущность», «душа», «я».
Философия индуизма рассматривает природу живых существ как троичную. Так Атма-упанишада различает три вида атмана: внешний атман (грубое физическое тело), внутренний атман (психику) и Параматман (высшее «Я», Абсолют). Слово атман употребляется в Упанишадах как местоимение «я», «себя», таким образом атманом Упанишады иногда называют физическое тело, в других случаях психику, но чаще всего подразумевают под этим термином Параматман. Атма-упанишада описывает Параматму как высшее бессмертное Я всех существ и применяет к нему такие эпитеты как: единственный, неделимый, без частей, всепроникающий, лишенный свойств, не обладающий видом, вкусом, запахом, беззвучный и неосязаемый, чистый, незапятнанный, свидетель, непостижимый, немыслимый и неописуемый, бездеятельный, неуничтожимый, не рождающийся и не умирающий, трансцендентный по отношению к прошлым воплощениям. Тогда как внутренний атман описывается как деятельный, воспринимающий объекты чувств и испытывающий эмоции. Автор Чхандогья-упанишады провозглашает, что тот Атман, который пребывает в его сердце, также охватывает все сущее. Меньший чем ядро просяного зерна, он в то же время больше, чем все миры: «Вот мой Атман в сердце, это Брахман» — утверждает Риши. Являясь единой духовной сутью всех существ, Параматман в то же время пребывает вне их. В Чхандогья-упанишаде брахман Уддалаки объясняет своему сыну, что та тонкая сущность не воспринимаемая чувствами, «основа всего существующего» — есть Атман. «Ты и есть То» — говорит Уддалаки своему сыну.
В «Ригведе» и Мундака-упанишаде джива и Параматма сравниваются с двумя птицами, сидящими на одном дереве. Джива занята поеданием плодов (кармы) дерева, в то время как Параматма только наблюдает за своим другом, выступая свидетелем его деятельности.
Параматман трансцендентен к знанию и невежеству и не имеет материальных атрибутов (упадхи). В «Бхагавад-гите» говорится, что хотя Параматма и кажется разделенным между всеми существами, все же он един и не делим. Параматма пребывает внутри существ и вне их, далеко и близко, он движущийся, но при этом неподвижный, непостижимый вследствие своей тонкости. Параматма при этом выполняет роль свидетеля деятельности живых существ (джив).
В философии Адвайта-веданты, только единый Параматман считается истинным и бессмертным «Я» всех живых существ, тогда как психофизический комплекс признается отличным от истинного «Я» преходящим наложением (упадха). Таким образом, множественность джив признается иллюзией.
В философии вишнуизма кроме трех видов атмана, двух не истинных и одного истинного, также признается существование четвёртой сущности — дживатмана или индивидуальной души. Дживатман в вишнуизме обладает вечным бытием, не выступает как полностью тождественный Параматману, а рассматривается как его часть. Сам же Параматма отождествляется с личностным Богом. Таким образом, между дживатманом и Параматманом вишнуизма существует вечное различие. Множественность джив признается реальностью.